# Algebra ogólna
Algebra (ogólna) czasem: algebra uniwersalna lub abstrakcyjna – to ciąg postaci
{\displaystyle (A,f_{1},\dots ,f_{m},a_{1},\dots ,a_{n}),}
gdzie:
- {\displaystyle A} – pewien zbiór,
- {\displaystyle a_{1},\dots ,a_{m}\in A} – pewne wyróżnione elementy,
- {\displaystyle f_{i}\colon A^{k_{i}}\to A} – pewne funkcje, które interpretuje się jako {\displaystyle k_{i}}-argumentowe działania w {\displaystyle A.}

Przykładami algebr są grupa addytywna
{\displaystyle (G,+,0),}
grupa multiplikatywna
{\displaystyle (G,\cdot ,1),}
oraz pierścień
{\displaystyle (R,+,\cdot ,0).}
Algebra ogólna jest przedmiotem badań algebry uniwersalnej (zwanej też algebrą ogólną).
Szczególnie ważną klasę algebr stanowią algebry równościowo definiowalne.

## Definicja
Algebrą (lub algebrą ogólną) nazywamy skończony ciąg postaci :
{\displaystyle (A,f_{1},f_{2},\dots ,f_{m},a_{1},a_{2},\dots ,a_{n}),}
gdzie:
{\displaystyle A} jest niepustym zbiorem zwanym nośnikiem (albo uniwersum algebry),
{\displaystyle a_{1},a_{2},\dots ,a_{n}} są pewnymi elementami zbioru {\displaystyle A} (nazywanymi elementami wyróżnionymi),
{\displaystyle f_{1},f_{2},\dots ,f_{m}} są działaniami określonymi w zbiorze {\displaystyle A,} przy czym {\displaystyle f_{i}} jest działaniem {\displaystyle k_{i}}-argumentowym, tzn. jest funkcją postaci {\displaystyle f_{i}\colon A^{k_{i}}\to A} oraz {\displaystyle k_{i}>0.}
Zwykle żąda się aby elementy wyróżnione i działania spełniały pewne własności.

## Algebry podobne
Dwie algebry:
{\displaystyle (A,f_{1},f_{2},\dots ,f_{m},a_{1},a_{2},\dots ,a_{n})}
i
{\displaystyle (B,g_{1},g_{2},\dots ,g_{r},b_{1},b_{2},\dots ,b_{s})}
nazywamy algebrami podobnymi (lub algebrami tego samego typu) jeśli {\displaystyle m=r} oraz {\displaystyle n=s,} oraz dla każdego {\displaystyle i\in \{1,2,\dots ,m\}} działania {\displaystyle f_{i}} oraz {\displaystyle g_{i}} są działaniami o tej samej liczbie argumentów, tzn. {\displaystyle f_{i}\colon A^{k_{i}}\to A} oraz {\displaystyle g_{i}\colon B^{k_{i}}\to B} .

## Działania zgodne z relacją równoważności
Niech {\displaystyle \sim } będzie relacją równoważności w zbiorze {\displaystyle A.} {\displaystyle k}-argumentowe działanie {\displaystyle f} w {\displaystyle A} nazywa się zgodnym z relacją {\displaystyle \sim } jeśli dla każdych {\displaystyle x_{1},\dots ,x_{k},y_{1},\dots ,y_{k}\in A}
{\displaystyle x_{1}\sim y_{1}\wedge \ldots \wedge x_{k}\sim y_{k}\Rightarrow f(x_{1},\dots ,x_{k})\sim f(y_{1},\dots ,y_{k})} .
W szczególności gdy {\displaystyle f} jest działaniem jednoargumentowym oznacza to, że dla każdych {\displaystyle x_{1},y_{1}}
{\displaystyle x_{1}\sim y_{1}\Rightarrow f(x_{1})\sim f(y_{1}),}
a gdy {\displaystyle f=\circ } jest działaniem dwuargumentowym, to
{\displaystyle x_{1}\sim y_{1}\wedge x_{2}\sim y_{2}\Rightarrow x_{1}\circ x_{2}\sim y_{1}\circ y_{2}.}
Innymi słowy działanie {\displaystyle f} w zbiorze {\displaystyle A} jest zgodne z relacją {\displaystyle \sim } jeśli daje równoważne wyniki na równoważnych argumentach.

## Kongruencje
Relację równoważności {\displaystyle \sim } w algebrze {\displaystyle (A,f_{1},\dots ,f_{m},a_{1},\dots ,a_{n})} nazywa się kongruencją jeżeli dla każdego {\displaystyle 1\leqslant i\leqslant m} działanie {\displaystyle f_{i}} jest zgodne z relacją {\displaystyle \sim } .

## Algebra ilorazowa
Dysponując kongruencją {\displaystyle \sim } na algebrze {\displaystyle {\mathcal {A}}=(A,f_{1},\dots ,f_{m},a_{1},\dots ,a_{n})} można skonstruować algebrę podobną do {\displaystyle {\mathcal {A}}.} Niech {\displaystyle A/_{\sim }} będzie zbiorem ilorazowym. Algebrę {\displaystyle {\mathcal {B}}} definiujemy jako
{\displaystyle {\mathcal {B}}:=(A/_{\sim },g_{1},\dots ,g_{m},b_{1},\dots ,b_{n}),}
gdzie elementy wyróżnione {\displaystyle b_{j},\ 1\leqslant j\leqslant n} są skonstruowane jako klasy abstrakcji elementów {\displaystyle a_{j}} względem relacji {\displaystyle \sim } tzn.
{\displaystyle b_{j}:=[a_{j}]_{\sim }.}
a działania {\displaystyle g_{1},\dots ,g_{m}} są zdefiniowane wzorami :
{\displaystyle g_{i}([x_{1}]_{\sim },\dots ,[x_{k_{i}}]_{\sim }):=[f_{i}(x_{1},\dots ,x_{k_{i}})]_{\sim }.}
Aby działania {\displaystyle g_{i}} były dobrze zdefiniowane muszą nie zależeć od wyboru reprezentantów {\displaystyle x_{1},\dots ,x_{k_{i}}.} Jest to równoważne żądaniu aby dla każdych {\displaystyle x_{1},\dots ,x_{k_{i}},y_{1},\dots ,y_{k_{i}}\in A}
{\displaystyle x_{1}\sim y_{1}\wedge \ldots \wedge x_{k_{i}}\sim y_{k_{i}}\Rightarrow f_{i}(x_{1},\dots ,x_{k_{i}})\sim f_{i}(y_{1},\dots ,y_{k_{i}})}
co z kolei jest równoważne żądaniu aby relacja {\displaystyle \sim } była kongruencją.

## Homomorfizm algebr
Homomorfizmem algebr podobnych {\displaystyle (A,f_{1},\dots ,f_{m},a_{1},\dots ,a_{n})} i {\displaystyle (B,g_{1},\dots ,g_{m},b_{1},\dots ,b_{n})} nazywa się funkcję {\displaystyle h\colon A\to B} taką, że
{\displaystyle h(f_{i}(x_{1},\dots ,x_{k_{i}}))=g_{i}(h(x_{1}),\dots ,h(x_{k_{i}}))}
dla {\displaystyle i=1,\dots ,m.} W szczególności, gdy {\displaystyle f_{i}=\circ ,\ g_{i}=\bullet } są działaniami dwuargumentowymi oznacza to
{\displaystyle h(x_{1}\circ x_{2})=h(x_{1})\bullet h(x_{2}).}

## Alternatywne definicje algebry
W algebrze uniwersalnej stosuje się bardziej abstrakcyjną definicję algebry. Niech {\textstyle D=\operatorname {{\bigcup }\!\!\!{\cdot }\,} _{i=0}^{n}D_{i}} będzie rozłączną sumą zbiorów. Elementy zbioru {\displaystyle D} nazywamy symbolami i interpretujemy jako symbole działań, przy czym {\displaystyle d_{k}\in D_{k}} są symbolami działań {\displaystyle k}-argumentowych. Algebrą nazwiemy zbiór {\displaystyle A} wraz z przyporządkowaniem każdemu symbolowi {\displaystyle d_{k}\in D_{k}} {\displaystyle k}-argumentowego działania {\displaystyle \phi _{k}\colon A^{k}\to A.} Bardzo często wygodnie jest utożsamiać symbole {\displaystyle d_{k}} z działaniami {\displaystyle \phi _{k}.}
Algebrę można zdefiniować jeszcze inaczej. Parę {\displaystyle {\mathcal {F}}=(F,\mu ),} gdzie {\displaystyle F} jest zbiorem, a {\displaystyle \mu \colon F\to \mathbb {N} } nazywa się typem algebry. Parę {\displaystyle {\mathcal {A}}=(A,F_{A})} nazywa się algebrą typu {\displaystyle {\mathcal {F}}} jeśli zbiory {\displaystyle F_{A}} i {\displaystyle F} są równoliczne i każdemu {\displaystyle f\in F} odpowiada {\displaystyle f_{A}\in F_{A}} taki, że {\displaystyle f_{A}\colon A^{\mu (f)}\to A.} Element {\displaystyle f_{A}} nazywa się działaniem lub operacją {\displaystyle \mu (f)}-argumentową.

## Przykłady

### Półgrupa
Algebrę {\displaystyle (G,\circ )} nazywa się półgrupą jeśli działanie {\displaystyle \circ } jest łączne, tzn. dla każdych {\displaystyle a,b,c\in G}
{\displaystyle (a\circ b)\circ c=a\circ (b\circ c).}

### Grupa
Algebrę {\displaystyle (G,\circ ,e)} nazywa się grupą jeśli jest półgrupą oraz ponadto
- Dla każdego {\displaystyle a\in G} zachodzi

{\displaystyle a\circ e=a.}
- Dla każdego {\displaystyle a\in G} istnieje {\displaystyle b\in G} takie, że

{\displaystyle a\circ b=e.}
Element {\displaystyle e} nazywa się elementem neutralnym działania {\displaystyle \circ ,} a {\displaystyle b} elementem odwrotnym do {\displaystyle a} lub elementem przeciwnym do {\displaystyle a} i oznacza odpowiednio {\displaystyle a^{-1}} lub {\displaystyle -a.}

### Grupa abelowa
Grupę {\displaystyle (G,\circ ,e)} w której działanie jest przemienne, tzn. dla każdych {\displaystyle a,b\in G} zachodzi
{\displaystyle a\circ b=b\circ a}
nazywa się grupą przemienną lub abelową.

### Grupa addytywna i multiplikatywna
Grupę w której działanie interpretuje się jako dodawanie oznacza się {\displaystyle (G,+,0)} i nazywa się grupą addytywną, a grupę w której działanie interpretuje się jako mnożenie oznacza się {\displaystyle (G,\cdot ,1)} i nazywa grupą multiplikatywną.

### Pierścień (łączny)
Algebrę {\displaystyle (R,+,\cdot ,0)} nazywa się pierścieniem (łącznym) jeśli
- {\displaystyle (R,+,0)} jest grupą przemienną,
- {\displaystyle (R,\cdot )} jest półgrupą,

ponadto mnożenie jest rozdzielne względem dodawania, tzn. dla każdych {\displaystyle a,b,c\in R}
{\displaystyle a\cdot (b+c)=a\cdot b+a\cdot c,}
{\displaystyle (a+b)\cdot c=a\cdot c+b\cdot c.}